# Grecia en los Juegos Olímpicos de Oslo 1952
Grecia estuvo representada en los Juegos Olímpicos de Oslo 1952 por tres deportistas masculinos que compitieron en esquí alpino.
El portador de la bandera en la ceremonia de apertura fue el esquiador alpino Angelos Lembesi. El equipo olímpico griego no obtuvo ninguna medalla en estos Juegos.